# أكيكو سولون
أكيكو سولون هي ممثلة فلبينية، ولدت في 3 يناير 1994 في لابو لابو في الفلبين.

## وصلات خارجية
- أكيكو سولون على موقع IMDb (الإنجليزية)
- أكيكو سولون على موقع ميوزك برينز (الإنجليزية)
- أكيكو سولون على موقع قاعدة بيانات الفيلم (الإنجليزية)